# Castronuevo de Esgueva (kommunhuvudort)
Castronuevo de Esgueva är en kommunhuvudort i Spanien.   Den ligger i provinsen Provincia de Valladolid och regionen Kastilien och Leon, i den centrala delen av landet, 160 km nordväst om huvudstaden Madrid. Castronuevo de Esgueva ligger 756 meter över havet och antalet invånare är 346.
Terrängen runt Castronuevo de Esgueva är varierad. Runt Castronuevo de Esgueva är det glesbefolkat, med 15 invånare per kvadratkilometer. Närmaste större samhälle är Valladolid, 11,6 km väster om Castronuevo de Esgueva. Trakten runt Castronuevo de Esgueva består till största delen av jordbruksmark.